# 8-idrossifuranocumarina 8-O-metiltransferasi
La 8-idrossifuranocumarina 8-O-metiltransferasi (numero EC 2.1.1.70) è un enzima appartenente alla classe delle transferasi, che catalizza la seguente reazione:
S-adenosil-L-metionina + una 8-idrossifurocumarina ⇄ S-adenosil-L-omocisteina + una 8-metossifurocumarina (reazione generale);;
S-adenosil-L-metionina + xantoxolo ⇄ S-adenosil-L-omocisteina + xantossina
L'enzima converte lo xantoxolo in xantossina, che ha un potenziale terapeutico nel trattamento della psoriasi, dal momento che ha attività fotosensibilizzante ed antiproliferativa. L'enzima metila il gruppo 8-ossidrile di alcune idrossi- e metilcumarine, ma ha bassa attività su fenoli non cumarinici.